# Hospital St. Annen

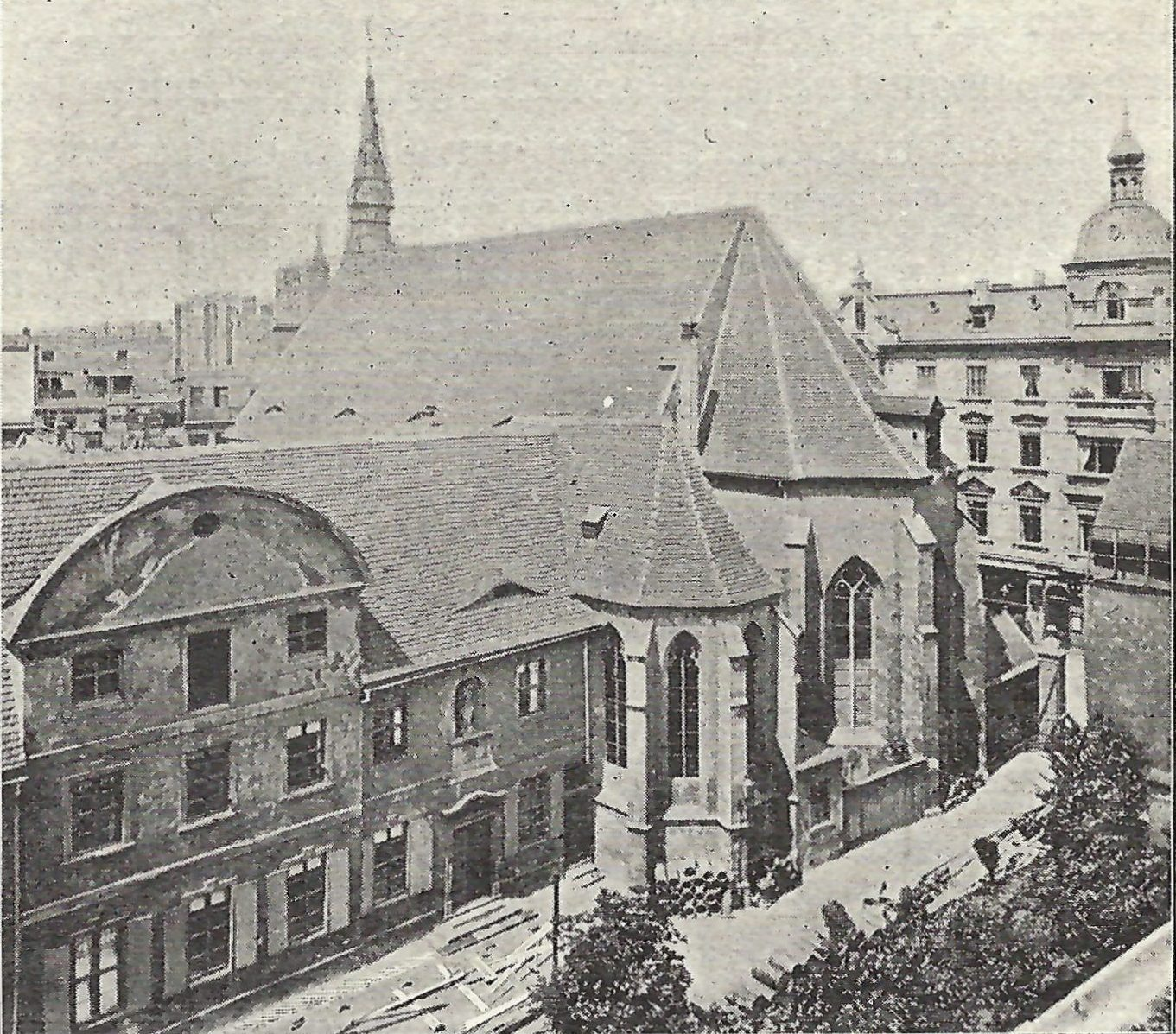
Blick von Südosten auf das Hospital St. Annen, die Straße ist der St.-Annen-Durchgang, links das Hospital, rechts hiervon die St.-Annen-Kapelle und die Heilig-Geist-Kirche, im Hintergrund rechts die Berliner Straße

Das Hospital St. Annen war ein historisches Gebäude in Magdeburg im heutigen Sachsen-Anhalt.

## Lage
Der Gebäudekomplex befand sich in der Magdeburger Altstadt, in einem Bereich zwischen der südlich gelegenen Heiligegeiststraße und der nördlich entlang laufenden Berliner Straße, an der Adresse Heiligegeiststraße 32. Westlich des Areals verlief die damalige Goldschmiedebrücke. Durch das Areal führte von Süden nach Norden der St.-Annen-Durchgang. Unmittelbar nördlich lag die Heilig-Geist-Kirche.
Heute liegt dieses Areal östlich des nördlichsten Abschnitts der Regierungsstraße, südlich der heutigen Goldschmiedebrücke.

## Geschichte und Architektur
Eine erste urkundliche Erwähnung datiert vom 26. April 1214. Erzbischof Albrecht bestätigte in einer Urkunde diesen Datums von Erzbischof Wichmann für die Magdeburger Gewandschneiderinnung gewährte Privilegien und dass Eintrittsgelder zur Erwerbung der Innung für das kurz zuvor gegründete Heilig-Geist-Hospital zu verwenden waren. In diesem somit etwas früher gegründeten Hospital wurden alte und gebrechliche Personen mit nicht ansteckenden Krankheiten gepflegt.

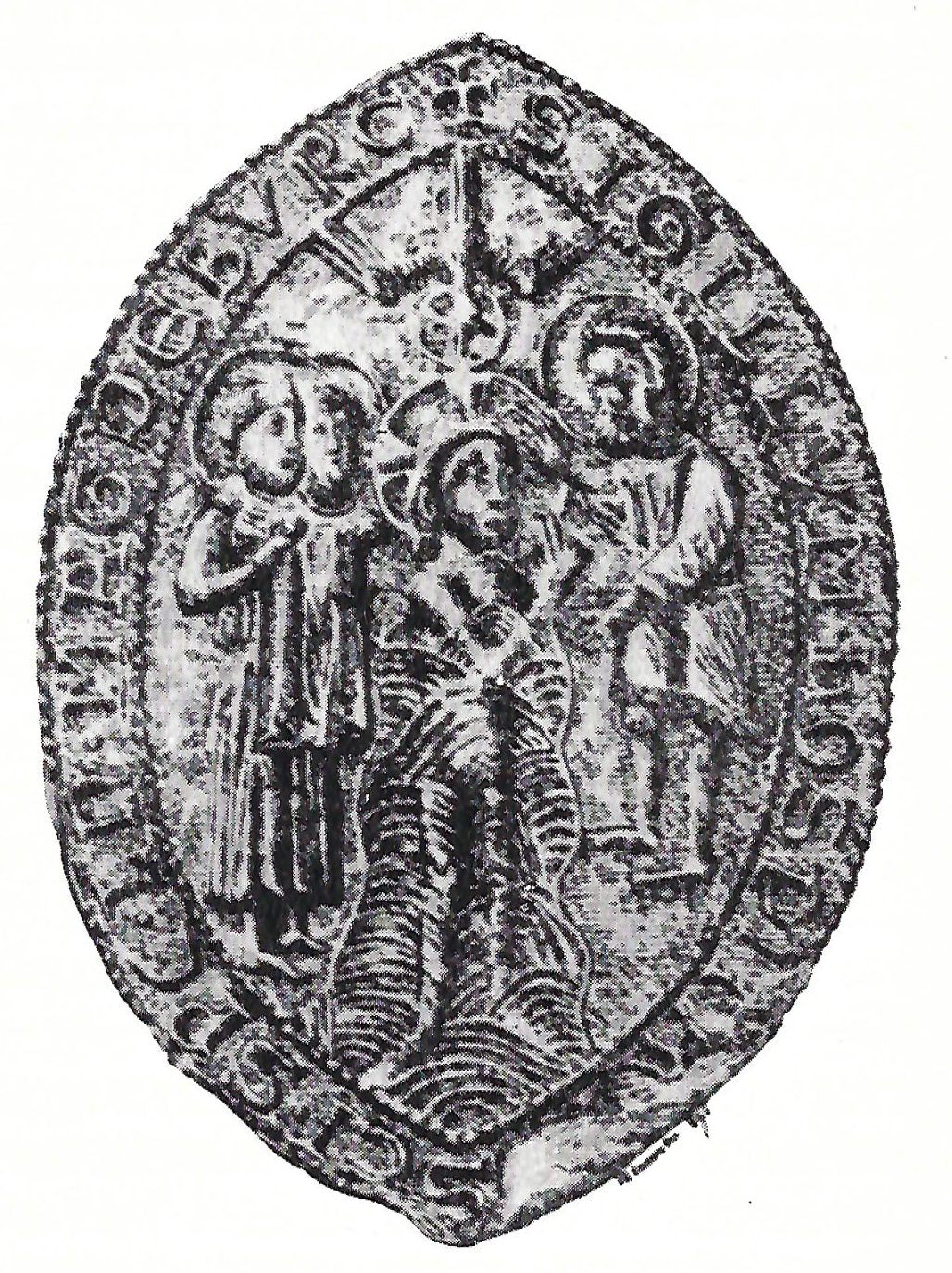
Siegel des Hospitals und der Gewandschneiderinnung von 1313 mit einer Darstellung der Taufe Christi im Jordan

1284 wurde das Heilig-Geist-Hospital durch das Hospital St. Annen erweitert, wobei dieser Name, mit dem Patrozinium der Heiligen Anna, sich später durchsetzte und für die gesamte Anlage verwandt wurde. Im Jahr 1285 wurde als einer der vier Procuratoren des Heilig-Geist-Hofes der Innungsmeister der Gewandschneider Nikolaus Stockvisch erwähnt. Diverse weitere urkundliche Erwähnungen aus dem Mittelalter betreffen Zuwendungen an das Hospital. Der Bürger Wernerus, mit Beinamen Dives, schenkte dem Heiliggeisthospital 1285 einen Gewürzladen in der Lödischehofstraße. 1295 schenkte der Magdeburger Bürger Siegfried von Calbe eine Jahresrente von einer Mark Stendalschen Silbers und sieben Solidis Magdeburger Münze, die der Krankenaufseherin und auch direkt den Armen und Kranken zukommen sollten. In der Zeit um 1288 sollen 63 Personen im Haus gelebt haben. Ende des 13. Jahrhunderts wurde durch die Stifter vom Kloster Unser Lieben Frauen ein benachbarter Ackerhof erworben. Neben weiteren Häusern für Arme wurde dort auch der Kirchhof angelegt. 1328 veranlasste Conrad Mach ein jährliches Almosen für mehrere Einrichtungen in Magdeburg, darunter auch das Heilig-Geist-Hospital. 1340 erhielt das Hospital vom Domkapitel auf Wiederkauf für 100 Mark brandenburgisches Silber drei Hufen Land in der Gemarkung Schrotdorf.
In der Schöppenchronik wurde 1375 der Friedhof des Hospitals erwähnt. Im Zuge der Auseinandersetzungen zwischen der Stadt Magdeburg und Erzbischof Ernst wurde dann 1495 erstmals der Name St. Annen für das Hospital urkundlich überliefert und auch 1497 so verwandt. Seitdem blieb es bei diesem Namen. 1497 war festgelegt worden, dass das Hospital vor dem Prior oder dem Prediger des Magdeburger Augustinerklosters Rechnung ablegen musste.
Mit der Reformation wurde die Brüderschaft zu St. Annen 1524 aufgehoben, das Hospital behielt jedoch sein Vermögen und stand weiter in Trägerschaft der Gewandschneider-Innung. Die Rechnung des Hospitals für 1576 wies Einnahmen von etwas mehr als 1000 Gulden aus. Im Hospital wurden zehn arme Leute verpflegt.
Bei der Zerstörung der Stadt im Jahr 1631 wurde auch das Hospital zerstört. Die Einnahmen beliefen sich 1639 erst wieder auf etwa 112 Gulden, da Schulder verarmt, Grundstücke verwüstet und Verbriefungen von Rechten abhandengekommen waren. 1657 erfolgte der Wiederaufbau und der frühere Zweck zur Pflege und Unterkunft hilfsbedürftiger Personen wurde wieder aufgenommen. Die Armen erhielten in der Einrichtung Naturalspenden und später auch Bargeld. Als neue Einnahmequelle wurde von Personen, die in das Hospital aufgenommen werden wollten, verlangt, sich einzukaufen. Zuerst ist dies für 1653 belegt. Zu diesem Zeitpunkt hatten mehrere Personen auf dem Gelände des Hospitals Gebäude errichtet, die nach ihrem Tode dem Hospital zufielen. Ab 1671 wurden die Einkaufsgelder als ständige Einnahmen in den Abrechnungen des Hospitals erwähnt. Ausnahmsweise wurden, gegen entsprechende Bezahlung, auch auswärtige Personen aufgenommen. 1676 lebten 25 Personen im Hospital. Diese Zahl bildete über lange Zeiträume die durchschnittliche Belegung.
Ursprünglich befanden sich die Gebäude des Stifts nur östlich des St.-Annen-Durchgangs. Westlich des Durchgangs befand sich, südlich an die Heilig-Geist-Kirche angrenzend, die St.-Annen-Kapelle. Südlich der Kapelle, auf der Fläche bis zur Heiligegeiststraße, stand eine Reihe von Häusern, die Otto von Guericke 1632 als Arme-Leut-Häuser bezeichnete. Nach und nach erwarb das Stift die Gebäude und dehnte sich auch auf diese Flächen aus.
Die zum Hospital gehörende Kapelle an der Ostseite der Heilig-Geist-Kirche war erst 1693 wieder hergestellt und wurde am 8. August des Jahres feierlich eingeweiht. Exakt 100 Jahre später wurde das Jubiläum ebenfalls festlich begangen. Ursprünglich wurde vier Mal im Jahr für die Bewohner des Hospitals Predigt, Beichte und Communion durch einen dazu gewählten Prediger in der Kapelle gehalten. Täglich gab es darüber hinaus am Nachmittag in der Kapelle oder im Hospital eine Betstunde durch den Custos der Heilig-Geist-Kirche. Der Custos erhielt dafür eine eigene Zuwendung, die im Jahr 1700 alle sechs Wochen unter anderem 27 Pfund Speck umfasste. Die Teilnahme an den Betstunden war für die Bewohner verpflichtend. Später gab es wöchentlich eine Predigt durch einen Pfarrer und eine Betstunde mit dem Küster. Dem Hospitalvorstand stand die freie Wahl des Hospitalpredigers zu. Hierum gab es 1787 eine Auseinandersetzung, als der Vorstand den zweiten Prediger der Heilig-Geist-Kirche, Hoffmann, gewählt hatte, das Kirchenkollegium die Funktion jedoch für ein Nebenamt des Hauptpredigers hielt.
Im Hospital bestanden Schlafkammern und eine gemeinsame Stube. Im 18. Jahrhundert wurden sogenannte Oberpräbendanten eingeführt. Sie hatten ein höheres Entgelt zu bezahlen und sollten dem gebildeten Bürgerstand entstammen, konnten dann aber eigene Wohnungen in Form von Stuben bzw. Stuben mit Kammern beziehen. Die einfachen Bewohner waren dann die Unterpräbendanten. Die Anfang des 18. Jahrhunderts den Bewohnern gewährte Naturalverpflegung war nicht kärglich. Neben Brot und Butter gab es auch Wurst, Speck, Käse, Eier, Hering, Kohl, Erbsen und ähnliches. Die tägliche Bierration betrug zwei Maaß. Später wurde die Naturalverpflegung durch Geldzahlungen abgelöst. Bier und Brot wurden jedoch noch bis etwa 1825 in natura abgegeben. Eine detaillierte Hausordnung wurde am 23. April 1746 erlassen.
Der Vorstand des Hospitals bestand ursprüngliche aus dem jeweiligen Innungsmeister der Gewandschneiderinnung als Vorsteher und einem Speise- sowie einem Hofmeister. Anfang des 18. Jahrhunderts wurde die Regelung bezüglich des Vorstehers dahingehend geändert, dass nicht mehr der Innungsmeister, sondern ein auf vier Jahre bestelltes Innungsmitglied die Funktion innehatte und auch die Rechnungsführung übernahm. Bestimmte Entscheidungen wie Ausgaben außerhalb des Etats und Kreditfragen benötigten eine Genehmigung durch das Konsistorium, die durch den Magistrat der Stadt eingeholt werden musste. 1708 ordnete der König dem Hospital den Bürgermeister der Stadt als Kommissarius bei. Die selbständige Verwaltung bestand jedoch wohl trotzdem fort.
Im Jahr 1800 lebten 30 Menschen im Hospital. Mit der 1809 erfolgten Auflösung der Gewandschneiderinnung übertrug die westphälische Regierung die Verwaltung des Hospitals zunächst den damaligen Vorstehern, die der Aufsicht der Stadt unterstanden. In diesem Jahr wurde das Hospital vom Präfekten des Elbedepartements gezwungen, einen Beitrag zur Unterhaltung von Elementarschulen zu leisten. Der Vorstand protestierte hiergegen, da dies nicht dem Zweck des Hospitalfonds entsprach. Erst 1816 wurde diese Verpflichtung wieder aufgehoben.
Nach dem Ende des Königreichs Westfalen und der Wiederherstellung der preußischen Herrschaft blieb der in westfälischer Zeit praktizierte provisorische Zustand der Verwaltung zunächst erhalten. Später wurden der 1825 gegründeten Kaufmannschaft die Verwaltungsbefugnisse eingeräumt, wobei eine endgültige Regelung erst am 16. August 1838 getroffen wurde. In späterer Zeit wurde die Verwaltung von der Handelskammer übernommen.
Ab 1827 erhielten die Bewohner eine wöchentliche Geldleistungen von etwas mehr als 21 Silbergroschen. Hinzu kamen besondere Leistungen zu Festtagen und auch dem 10. Mai, als Gedenktag an die Zerstörung Magdeburgs von 1631 sowie Holzgeld zum Kochen und Heizen. Die Leistungen zum 10. Mai gingen auf eine Stiftung des Bürgermeisters Stephan von Lentke zurück, der die Erträge des späteren Hauses Zum 10. Mai 1684 für solche Zwecke gestiftet hatte. Ein anderer Zuwendung, ausgezahlt jeweils am Montag vor Ostern, beruhte auf einem Legat des Innungsmeisters und Kaufmanns Martin Holzhausen aus dem Jahr 1772. Medikamente und ärztliche Behandlungen waren kostenfrei, gleiches galt für Beerdigungen.
In der Zeit von 1836 bis 1841 gewährte das Hospital zwei Stipendien für studierende Söhne vor allem von Magdeburger Kaufleuten und Beamten. 1842 wurden diese Leistung jedoch wieder eingestellt, um die Mittel nicht dem eigentlichen Zweck zu entziehen.
1839 wurde für die Verwaltung des Hospitals durch Stadtrat Funk, der in diesem Jahr Vorsitzender des Hospitalvorstands geworden war, ein Statut erarbeitet. Es wurde 1840 durch die Regierung bestätigt. Da das Hospital Anfang der 1840er Jahre Überschüsse erwirtschaftete, entschloss man sich 1843 zum Bau von sechs neuen Wohnungen für Oberpräbendaten. Bis dahin gab es 19 solcher Wohnungen, in denen 40 Personen lebten.
1847 brach in einem Nachbargebäude ein Feuer aus, das auf das zur Heiliggeiststraße ausgerichtete eingeschossige Präbendatengebäude übergriff und es stark beschädigte. Das Haus wurde daraufhin abgerissen und 1847/1848 durch einen dreigeschossigen Neubau ersetzt, in dem zwölf Wohnungen eingerichtet wurden. Die Wohnungen bestanden aus Stube, Kammer, Küche, Boden und Kellergelass. Die Zahl der Oberpräbendatenwohnungen stieg damit auf insgesamt 31. Für die so ab 1843 neu geschaffenen Wohnungen wurde eine Zeitlang von neuen zusätzlichen Bewohnern eine Jahresmiete erhoben. Schon 1851 wurde diese Regelung zum Teil wieder aufgehoben. Durch die günstige wirtschaftliche Entwicklung des Hospitals wurden die Wohnungen ab 1855 dann wieder vollständig mietfrei zur Verfügung gestellt. Die Gesamtzahl der Bewohner stieg bis 1860 auf 59 Personen an, davon waren 43 Personen Oberpräbendaten, bewohnten also eine eigene Wohnung. Neben den 31 Wohnungen bestand auch noch eine Wohnung für den Hofmeister. Dieses Amt wurde ebenfalls von einem Bewohner ausgeübt. Neben den Wohnungen bestanden auch 16 Kammern und eine gemeinsame Stube der Unterpräbendaten. Die Räumlichkeiten verteilten sich auf insgesamt vier Gebäude beidseits des St.-Annen-Durchgangs.
1858 begründete der langjährige Vorsteher des Hospitals, J.G. Mirbach zum Gedenken an seinen in diesem Jahr verstorbenen einzigen Sohn, den Kaufmann Eduard Mirbach, die Eduard Mirbachsche Stiftung. Sie wurde vom Hospital verwaltet und schüttete jeweils zum 1. September an die sechs am längsten in Kammern wohnenden Bewohner des Hospitals einen Betrag aus.
Zumindest Anfang des 20. Jahrhunderts befand sich in einem Winkel auf einem engen Dachboden des Hospitals die Ratsschulglocke von 1578. Sie war ungenutzt und nur von außen über eine Dachluke zu erreichen.
In der Zeit der nationalsozialistischen Gewaltherrschaft hatte Oberbürgermeister Fritz-August Wilhelm Markmann den Vorstand inne. 1937 lebten 75 Menschen im Haus.
Zuletzt befanden sich im Hospital 80 Bewohner. Im Zweiten Weltkrieg wurde das Hospital beim Luftangriff auf Magdeburg am 16. Januar 1945 vollständig zerstört und danach nicht wieder aufgebaut. Bei archäologischen Grabungen wurden in einer Grube viele mittelalterliche Krückstöcke gefunden, die heute im Kulturhistorischen Museum verwahrt werden.
In der Zeit der DDR entstanden auf dem Areal achtgeschossige Wohngebäude in Plattenbauweise und nördlich schon in den 1950er Jahren ein modernes Wohn- und Geschäftshaus.

## Vermögenswerte
Um die Ausgaben zu decken, verfügte das Hospital über verschiedene Immobilien, deren Erträge dem gemeinnützigen Zweck zuflossen. Zum Vermögen des Hospitals gehörte zeitweise auch das Grundstück Zeisigbauer 5, das 1677 verkauft wurde, das Haus Breiter Weg 106, das 1678 verkauft wurde, sowie die Häuser Berliner Straße 1 bis 8, die man im Jahr 1800 veräußerte. In den 1850er Jahren bezog das Hospital Miete für das ehemalige Brauhaus des Hospitals an der Heiliggeiststraße. Außerdem bezog man die Pacht für im Stadtfeld und in Sudenburg gelegene 30 Morgen Acker. Sie gingen auf eine Erwerbung von den Mollenhauerschen Erben im Jahr 1720 zurück. Weitere vier Morgen lagen in Salbke und gehörten seit 1844 zum Hospital. Sie waren die Ablösung für vom Mittagschen Bauernhof in Salbke zuvor zu erbringende Lieferungen von Weizen und Roggen. Darüber hinaus gehörte dem Hospital schon 1626 eine Wiese auf dem Wartenberger Felde bei Barleben. Bei einer Wiesenseparation wurde dann dort 1833 eine andere Wiese mit mehr als 23 Morgen zugewiesen. Außerdem erhielt das Hospital die Einnahmen für mehrere Häuser in und auch außerhalb von Magdeburg. Aus den Dörfern Biere, Atzendorf, Groß Ottersleben und Rodensleben bestanden Verpflichtungen zur Lieferung von Weizen und Roggen, die im Laufe der Zeit in Geldzahlung abgelöst wurden.
Zum Vermögen des Hospitals gehörten auch die eigentlichen Hospitalgebäude und die St.-Annen-Kapelle.